# Władimir Sołłogub
Władimir Aleksandrowicz Sołłogub (także Sołłohub, ros. Владимир Александрович Соллогуб; ur. 20 sierpnia 1813 w Petersburgu, zm. 17 czerwca 1882 w Hamburgu) – rosyjski hrabia, pisarz.
Zadebiutował w miesięczniku Sowriemiennik w 1837. Pisał o arystokracji, tworzył komedie i wodewile, libretto do Życia dla cara. W 1887 wydano jego pamiętniki.